# سندرم رودیگر
سندرم رودیگر (آلمانی: Rüdiger-Syndrom) یک بیماری مادرزادی است که مشخصه‌اش عقب‌ماند'ی شدید رشد جسمی و اختلالات دست و پا، دستگاه ادراری-تناسلی و چهره است. این بیماری در خانواده‌ای کشف و توصیف شد که یک برادر و خواهر در دوران شیرخوارگی درگذشتند. نحوهٔ توارث این بیماری از هر دو نوعِ اتوزومال غالب و اتوزومال مغلوب است.
افراد مبتلا همچنین ممکن است دارای دست خرچنگی، اکتودرمال دیسپلازی و لب‌شکری باشند و به‌همین دلیل گاهی به آن «سندرم EEC» هم می‌گویند اما نباید آن را با سندرم ای‌ای‌سی اصلی که با کروموزوم ۷ مرتبط است، اشتباه کرد.
سندرم رودیگر نخستین بار در سال ۱۹۷۱ میلادی توسط یک پزشک آلمانی به نام دکتر «اِر. آ. رودیگر» و همکارانش گزارش و توصیف شد.